# Іттер (замок)
47°28′14″ пн. ш. 12°08′24″ сх. д. / 47.4705° пн. ш. 12.1399° сх. д.
Замок Іттер (Schloss Itter) — замок XIX століття в селі Іттер, у землі Тіроль на заході Австрії. У 1943 році, під час Другої світової війни, його перетворили на нацистську в'язницю для французьких VIP-персон. Замок був місцем екстраординарної дії армії США, німецького вермахту, австрійського руху опору та самих полонених, які билися пліч-о-пліч проти Ваффен-СС у битві за замок Іттер на початку травня 1945 року наприкінці війни в Європі.

## Розташування
Замок розташований на пагорбі на висоті 666 метрів на вході в долину Бріксенталь, на відстані за 5 км на південь від Вергля та 20 км на захід від Кіцбюеля.

## Історія

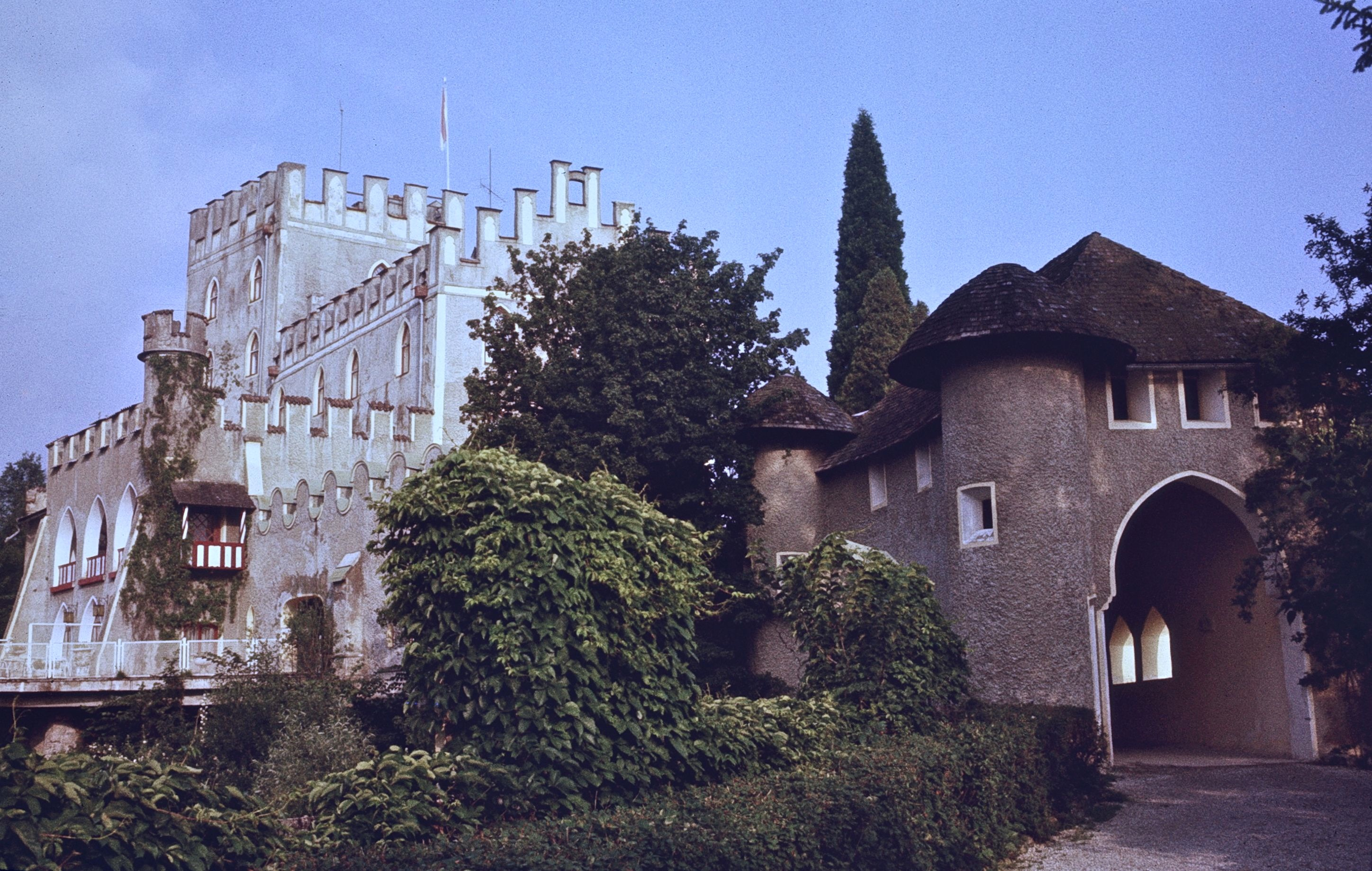
Вхід у замок, липень 1979 року

Фортеця на цьому місці вперше згадується в грамоті 1241 року; попередні споруди могли існувати з 10 століття. Бріксенталь спочатку був володінням князів-єпископів Регенсбурга; замок був адміністративним центром графів Ортенбурзьких, а також слугував для захисту маєтків Регенсбурга від вторгнень сусідніх архієпископів Зальцбурга. Згодом Бріксенталь був придбаний Зальцбургом у 1312 році, а в 1380 році Регенсбурзькі єпископи нарешті продали Іттер архієпископу Пілігриму II Зальцбурзькому.
Замок був спустошений під час німецької селянської війни в 1526 році. У 17 столітті резиденція місцевої адміністрації була перенесена в Гопфгартен, після чого приміщення занепало. Бріксенталь належав Зальцбургу, поки він не перейшов до новоствореного Баварського королівства в 1805 році; баварський уряд залишив руїни замку громадянам Іттера, які використовували його як каменоломню. Після Заключного акту Віденського конгресу долина стала частиною австрійської коронної землі Тіроль у 1816 році.
Сучасна будівля зведена на фундаменті колишньої з 1878 року. Замок Іттер придбала 1884 року Софі Ментер, піаністка, композиторка та учениця Ференца Ліста. Сам Ліст, а також молодий Артур Рубінштейн бували в замку. Під час візиту в 1892 році Петро Чайковський оркестрував тут одну зі своїх композицій. Ментер продала замок Іттер у 1902 році; його знову значно реконструйовано до стилю відродження Тюдорів.

### Друга світова війна
Після аншлюсу Австрії в 1938 році нацистською Німеччиною, наприкінці 1940 року уряд Рейху офіційно орендував замок у його власника Франца Грюнера. Замок Іттер був відібраний у Грюнера генерал-лейтенантом СС Освальдом Полем за наказом Генріха Гіммлера 7 лютого 1943 року та перетворений на в'язницю до 25 квітня 1943 року. В'язниця призначалася для ув'язнення видатних французьких в'язнів, які були цінними для нацистської Німеччини, цей заклад був розміщений як підтабір під адміністрацією концтабору Дахау. 
Серед відомих в'язнів були колишні прем'єр-міністри Едуард Даладьє та Поль Рейно;  генерал Моріс Гамелен  і колишній головнокомандувач Максим Вейган, які стали видатними під час дивної війни; колишній чемпіон з тенісу Жан Боротра, пізніше генеральний комісар спорту в режимі Віші;  правий лідер Франсуа де Ла Рок, лідер правого руху Croix de Feu; профспілковий лідер Леон Жуо;  Андре Франсуа-Понсе, політик і дипломат; і Мішель Клемансо, політик і син Жоржа Клемансо. Колишнього президента республіки Альбера Лебрена утримували в Іттері протягом трьох місяців у 1943 році, перш ніж його відправили назад до Франції за станом здоров'я; Марі-Аньєс де Голль, учасниця Опору та сестра генерала Шарля де Голля, була інтернована в замку наприкінці війни, у квітні 1945 року.
Окрім французьких VIP-в'язнів, у замку перебувала низка східноєвропейських ув'язнених, яких використовували для обслуговування та іншої чорної роботи.

### Битва при замку Іттер
Вдень 4 травня 1945 року начальник в'язниці Дахау Едуард Вайтер втік до замку Іттер, де й помер за нез'ясованих обставин. Невдовзі після втечі охоронців з підрозділу СС-Мертва голова в'язні озброїлися та чекали очікуваної атаки військ СС, які все ще чинили опір союзникам. Прибули два танки «Шерман» 23-го танкового батальйону 12-ї бронетанкової дивізії США під командуванням капітана Джона Лі та антинацистські частини Вермахту під командуванням майора Йозефа Гангля. Разом три групи всю ніч відбивали групи розвідників СС. Бій тривав до ранку 5 травня, сили СС чисельністю 100—150 осіб атакували, поки близько 16:00 того дня не прибуло підкріплення від американського 142-го піхотного полку.

## Збереження
Після війни замок прийшов у занепад до 1950 року, коли Віллі Вольдріх придбав його та перетворив на розкішний готель. Однак готель зіткнувся з фінансовими проблемами, і його придбала холдингова компанія, перш ніж він був проданий приватному власнику в 1985 році. З того часу він залишився у приватній власності і закритий для публіки. Замок належить адвокату доктору Ернсту Бозіну з міста Куфштайн (Австрія).